# Manuel Rieke
Manuel Rieke (ur. 23 października 1982 w Poczdamie) – niemiecki siatkarz, reprezentant Niemiec, grający na pozycji rozgrywającego w klubie Netzhoppers KW, którego jest kapitanem. W reprezentacji Niemiec rozegrał 33 spotkania.

## Kluby
- WSG Potsdam Waldstadt
- VC Olympia Berlin
- SCC Berlin
- Netzhoppers KW

## Sukcesy reprezentacyjne
- 1. miejsce w Lidze Europejskiej w 2009 roku.[1]